# ايندين كوئينز (كورنوال)
ايندين كوئينز (بالإنجليزية: Indian Queens)‏ هي قرية تقع في المملكة المتحدة في كورنوال.